# Just Supposin'
Just Supposin' je třinácté studiové album anglické rockové skupiny Status Quo, vydané v říjnu 1980 u Vertigo Records. Album produkoval skupina Status Quo a John Eden. Nahráno bylo ve studiu Windmill Lane Studios v Dublinu. Obsahuje celkem devět písní. Vedle členů kapely se na něm podílel Bob Young, který zde hrál na hramoniku.

## Seznam skladeb
| Pořadí | Název                 | Autor                  | Délka |
| ------ | --------------------- | ---------------------- | ----- |
| 1.     | What You're Proposing | Rossi, Frost           | 4:15  |
| 2.     | Run to Mummy          | Rossi, Bown            | 3:08  |
| 3.     | Don't Drive My Car    | Parfitt, Bown          | 4:30  |
| 4.     | Lies                  | Rossi, Frost           | 3:56  |
| 5.     | Over the Edge         | Lancaster, Lamb        | 4:29  |
| 6.     | The Wild Ones         | Lancaster              | 3:53  |
| 7.     | Name of the Game      | Rossi, Lancaster, Bown | 4:26  |
| 8.     | Coming and Going      | Parfitt, Young         | 6:20  |
| 9.     | Rock 'n' Roll         | Rossi, Frost           | 5:23  |

## Sestava
- Francis Rossi - kytara, zpěv
- Rick Parfitt - kytara, zpěv
- Alan Lancaster - baskytara, zpěv
- John Coghlan - bicí
- Andy Bown - klávesy, doprovodný zpěv
- Bernie Frost - doprovodný zpěv[1]
- Bob Young - harmonika